# Mesothuria incerta
Mesothuria incerta is een zeekomkommer uit de familie Mesothuriidae.
De wetenschappelijke naam van de soort werd in 1905 gepubliceerd door René Koehler & Clément Vaney.